# International deaf emergency
Pour les articles homonymes, voir IDE.
L'International Deaf Emergency, IDE  (en français : Les sourds d'urgence international) est une organisation internationale humanitaire, créée en février 2010 par l'américain Mickael Friess et le français Emmanuel Jacq.

## Mission et mandat
Leurs missions sont:
- Urgence
- Développement et reconstruction
- Droits de l'homme

## Histoire

### Fondation de l'IDE et Séisme de 2010 à Haïti
Le 12 janvier 2010, un tremblement de terre de magnitude 7,3 sur l’échelle de Richter frappe l’ouest d’Haïti et notamment sa capitale, Port-au-Prince. Il est suivi de plus d’une centaine de répliques. Il s'agit du séisme le plus important et le plus meurtrier de l’histoire d’Haïti, allant jusqu’à désorganiser totalement le fonctionnement de l’État, à l’image de l’effondrement de plusieurs bâtiments publics comme le palais présidentiel. Le bilan de ce cataclysme sismique s’élève à plus de 300 000 morts, 300 000 blessés et 1 200 000 de sans-abri,.
Parmi les victimes haïtiens, les sourds ont aussi perdus leurs maisons et ont du mal d'obtenir des aides comme des soins et les nourritures à cause de l'appel sonore.
L'association IDE est créé pour cette cause en février 2010 par deux fondateurs: Mickael Friess et Emmanuel Jacq. Et elle est collaborée avec la Mission international de l'eau (Water mission International), de la Croix-Rouge française, l'ambassade française en Haïti et les Amis de sourds Haïtiens, qui a conduit à la première camp humanitaire créé spécifiquement pour les haïtiens sourds. L'International Deaf Emergency réunit plus d'un million de dollar qui permet de construire 168 maisons, un village et une église. L'équipe d'International Deaf Emergency aide de créer des associations locaux pour les sourds et leur fédération pour la première fois de l'histoire des sourds en Haïti.

### Népal
L'équipe d'IDE s’est rendu au Népal afin de superviser l’aide humanitaire en faveur des sourds.

## Mémorandum d'entente
La Fédération mondiale des sourds et International Deaf Emergency ont signé un Mémorandum d'entente[Quoi ?].